# Vladimir Šatalov
Vladimír Alexandrovič Šatalov, rusky Шаталов, Владимир Александрович, (8. prosince 1927 Petropavlovsk, Kazachstán – 15. června 2021) byl sovětský vojenský letec a kosmonaut z lodí Sojuz.

## Život
Dětská léta prožil v Leningradě, kde jeho otec pracoval na železnici. Po základní škole šel studovat na výběrovou školu vojenského letectva a hned po válce začal studovat na kačinském vojenském učilišti. Tady také poprvé sám letěl letounem. V učilišti později zůstal jako instruktor. V roce 1963 šel studovat na vojenskou leteckou akademii. Po jejím absolvování sloužil u různých útvarů a postupně získával vyšší funkce a hodnosti. A v roce 1963 byl také přijat mezi adepty kosmonauty, do vesmíru letěl v období let 1969–1971. V roce 1972 byl generálmajorem a velitelem výcviku kosmonautů. Byl ženatý, měl syna a dceru.

## Lety do vesmíru
Poprvé letěl na oběžnou dráhu Země v roce 1969 v Sojuzu 4. Na oběžné dráze se spojil s lodí Sojuz 5, do své lodě odtud přibral dva kosmonauty (Jelisejev, Chrunov) a společně přistáli.
Podruhé letěl už za 9 měsíců, tentokrát na Sajuzu 8 měl při startu z Bajkonuru Alexeje Jelisejeva. Let byl zvláštní tím, že současně byly na oběžné dráze další dva Sojuzy a to Sojuz 6 a Sojuz 7, byl to tedy skupinový let.
Potřetí vzlétl v roce 1971 na Sojuzu 10, opět z Bajkonuru, na palubě byl s Jelisejevem a Rukavišnikovem. Připojili se na orbitální stanici Saljut 1, jenže se jim nepodařilo otevřít průlez a po dvou dnech se vrátili na Zemi.
Všechny tři lety začaly na kosmodromu Bajkonur a skončily přistáním v kabině lodi na padácích na území Kazachstánu. Ve vesmíru byl třikrát a strávil zde 9 dní.
- Sojuz 4 (14. leden 1969 – 17. leden 1969)
- Sojuz 8 (13. říjen 1969 – 18. říjen 1969)
- Sojuz 10 (23. duben 1971 – 25. duben 1971)